# Pietro Girolamo Guglielmi
Pour les articles homonymes, voir Guglielmi.
Pietro Girolamo Guglielmi (né le 4 décembre 1694 à Jesi dans les Marches, alors dans les États pontificaux, et mort le 15 novembre 1773 à Rome) est un cardinal italien du XVIIIe siècle.

## Biographie
Guglielmi exerce des fonctions au sein de la Curie romaine, notamment au tribunal suprême de la Signature apostolique et à l'Inquisition. Le pape Clément XIII le crée cardinal lors du consistoire du 24 septembre 1759.
Le cardinal Guglielmi est camerlingue du Sacré Collège en 1768. Il participe au conclave de 1769, lors duquel Clément XIV est élu pape.

### Sources
- Fiche du cardinal sur le site fiu.edu